# 建長寺
建長寺（日语：建長寺）是位在日本神奈川縣鎌倉市的寺院，臨濟宗建長寺派大本山。山號「巨福山」（巨福山）。本尊地藏菩薩、開基（創立者）為北條時賴、開山（初代住持）為蘭溪道隆。鎌倉五山第一位。境內以「建長寺境內」被指定為國之史跡。

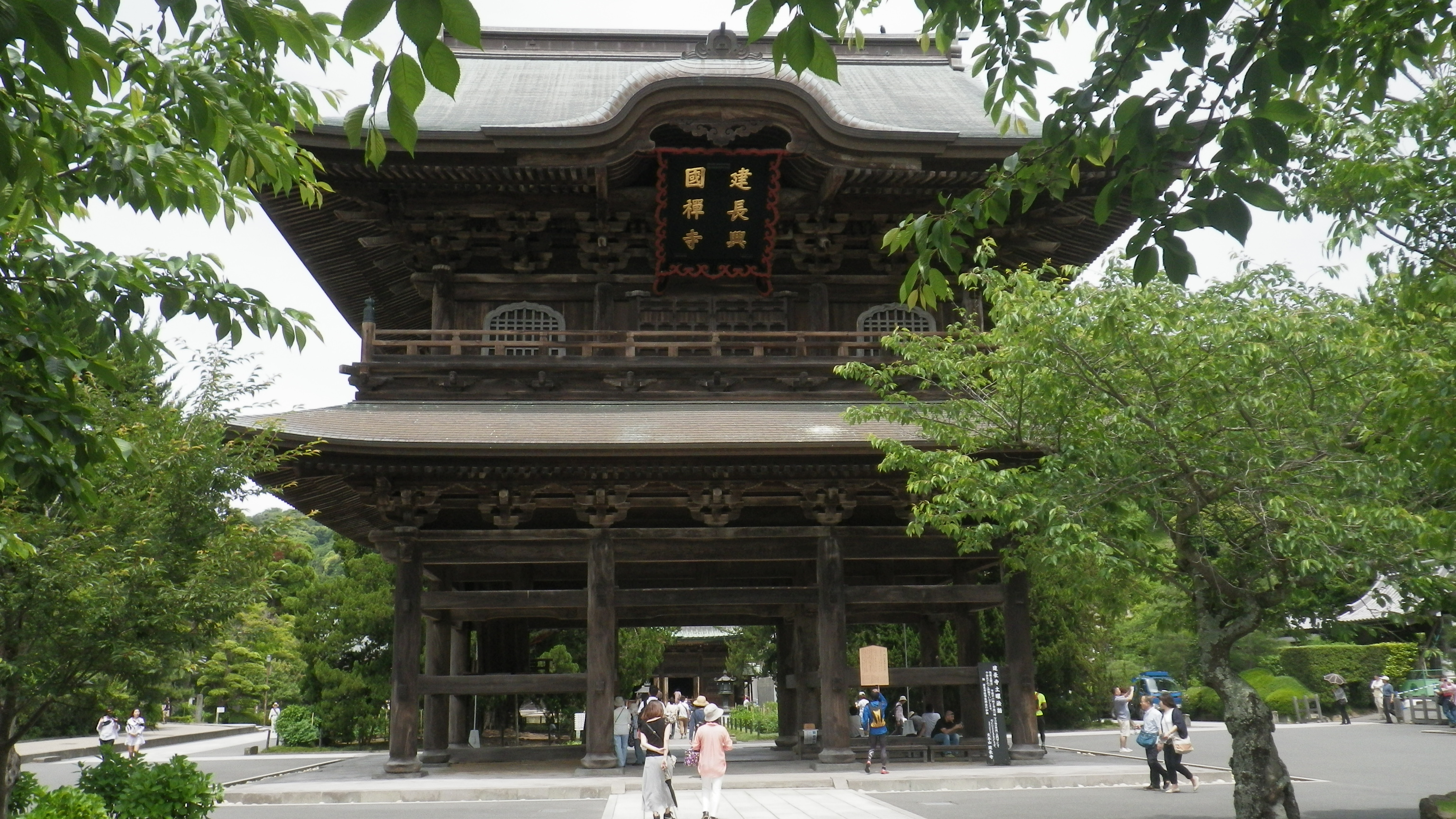
三門
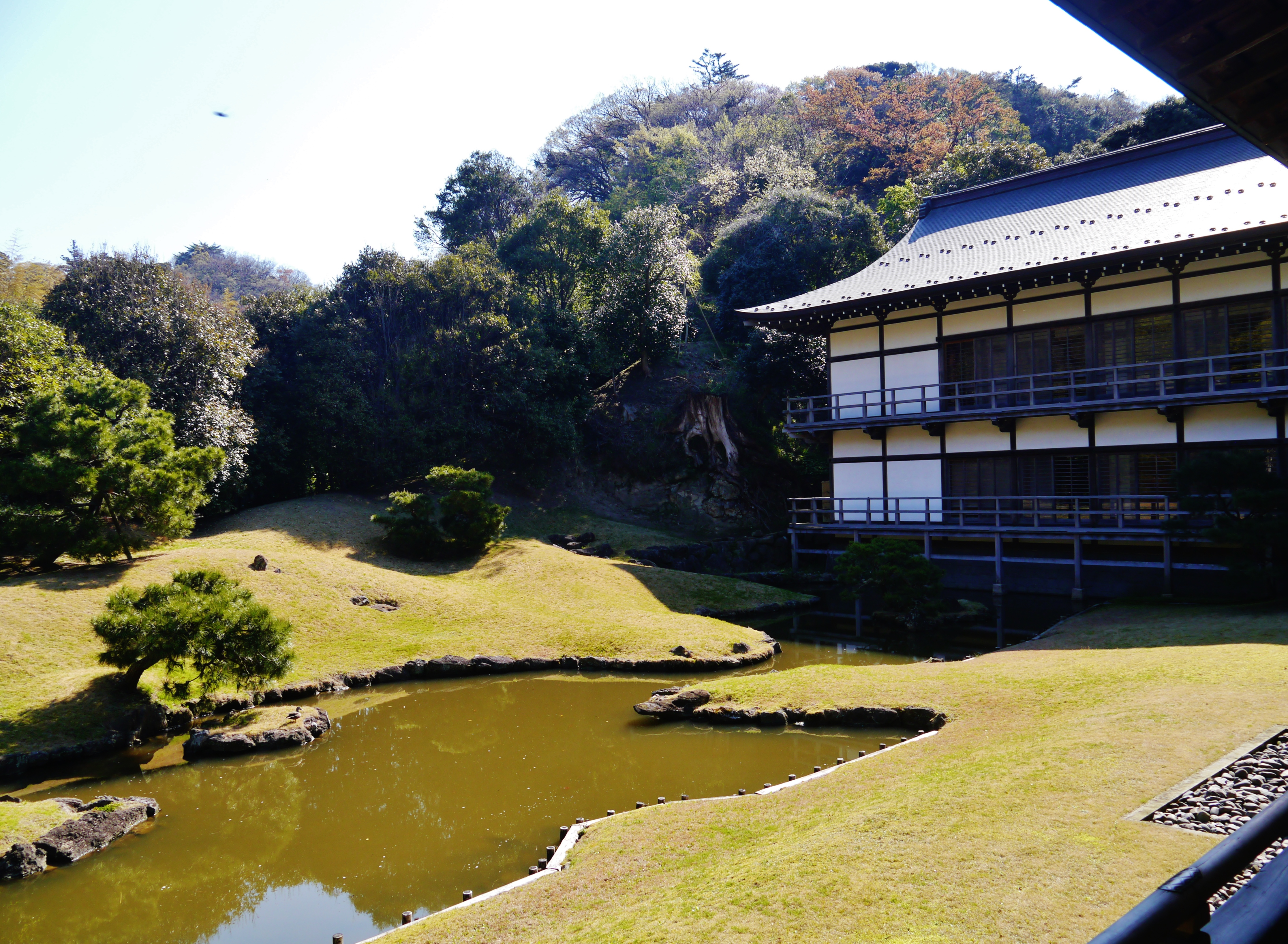
庭園和得月樓
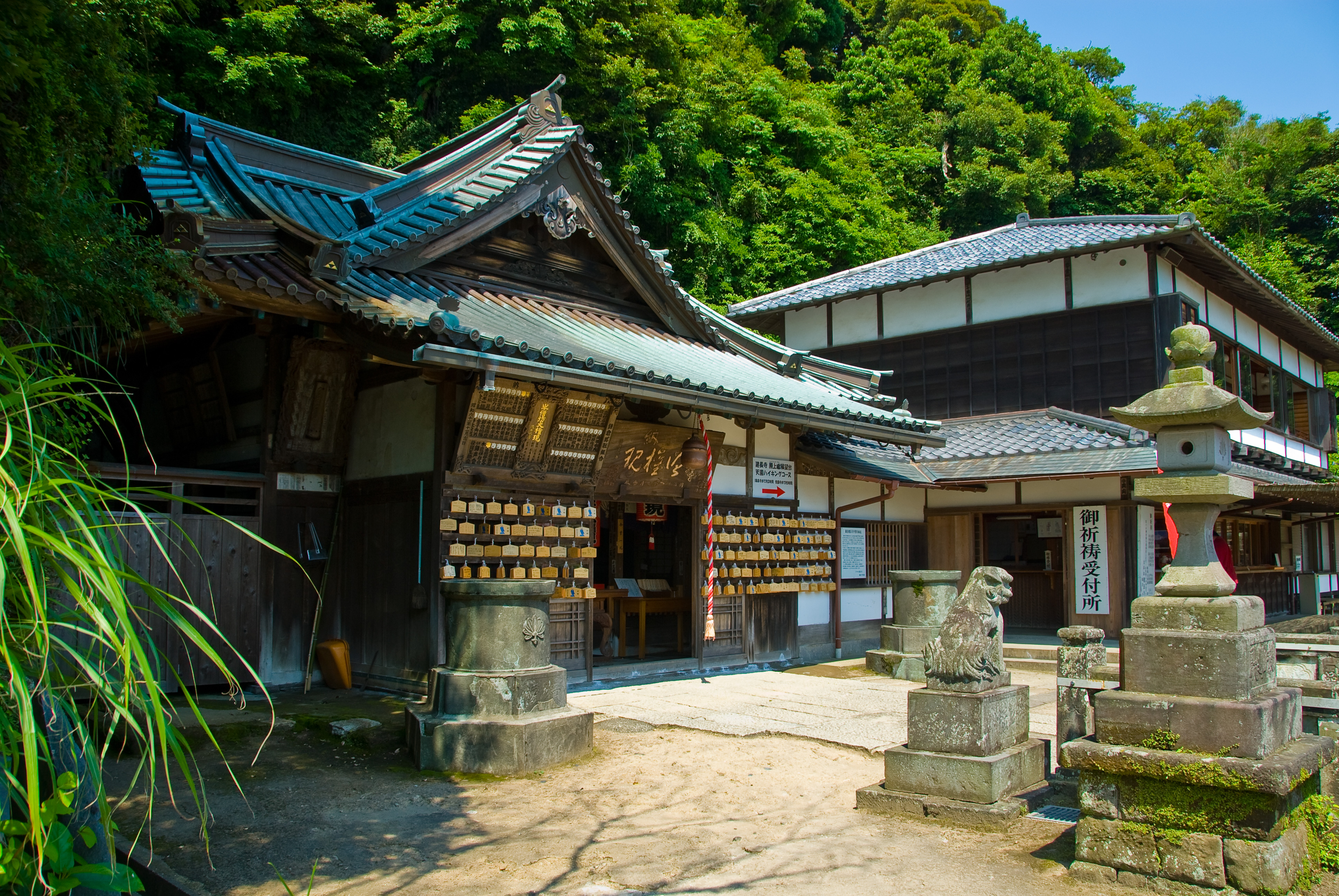
半僧坊
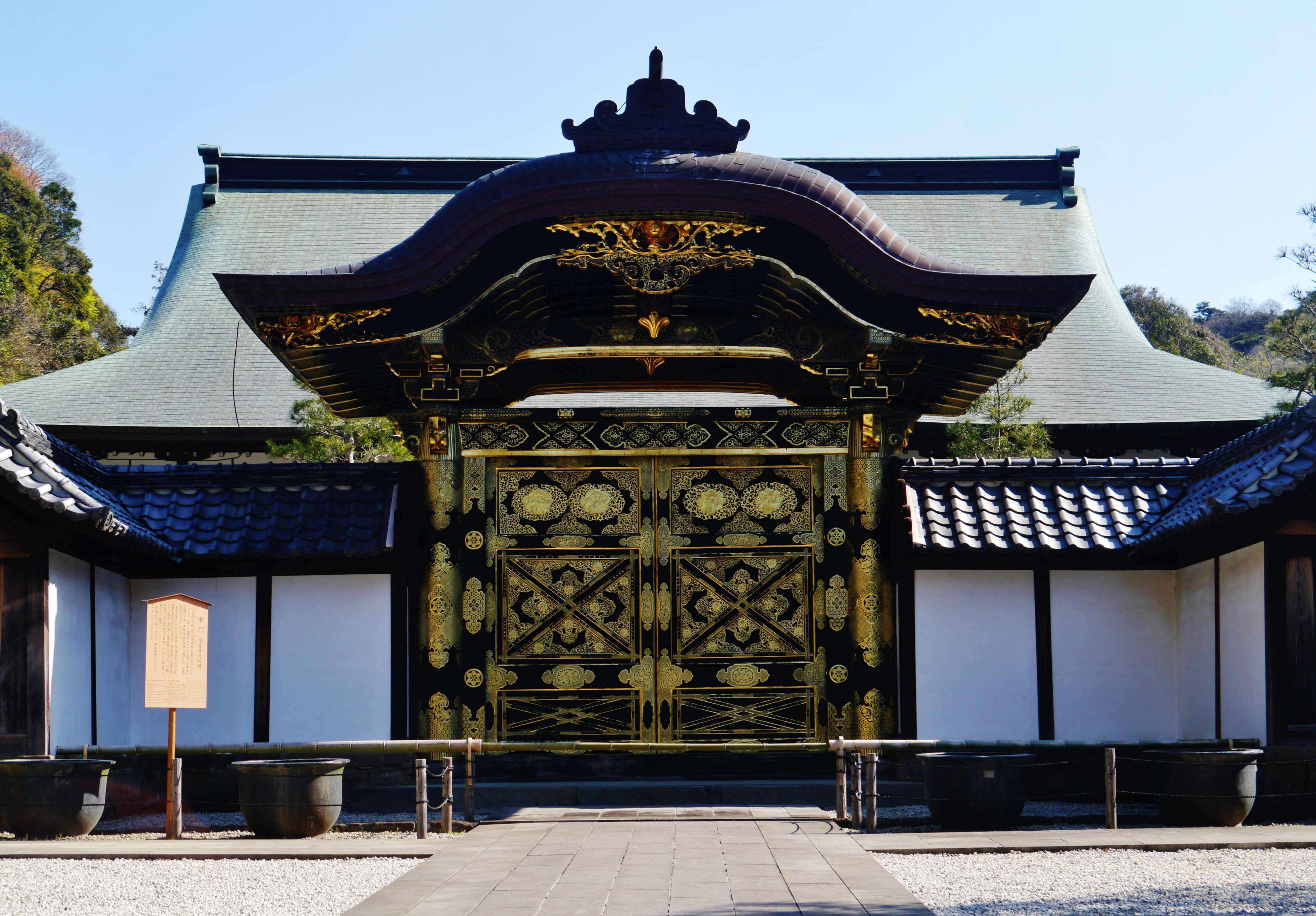
唐門

## 關連項目
- 臨濟宗
- 日本禪宗

## 外部連結
- 巨福山建長興國禪寺 （页面存档备份，存于）